# Geotrichum eriense
Geotrichum eriense är en svampart som först beskrevs av L.R. Hedrick & P.D. Dupont, och fick sitt nu gällande namn av Weijman 1979. Geotrichum eriense ingår i släktet Geotrichum och familjen Dipodascaceae.   Inga underarter finns listade i Catalogue of Life.